# Hanns Heene
Hanns Heinrich Heene (* 11. August 1896 in Ludwigshafen; † 13. April 1948 in Homburg) war ein deutscher Psychiater und zur Zeit des Nationalsozialismus als T4-Gutachter und stellvertretender Direktor des Landeskrankenhauses Homburg an Euthanasieverbrechen beteiligt.

## Leben
Nach dem Studium der Medizin promovierte Hanns Heene zum Dr. med., erhielt am 1. Dezember 1923 die Bestallung zum Arzt und war zunächst Arzt und Psychiater in einer Anstalt in Frankenthal. 1929 kam er zum Landeskrankenhaus Homburg, wo im Oktober eine Abteilung mit 120 Betten in drei Gebäuden für nervenkranke Frauen unter seiner Leitung eröffnet wurde.
1937 wurde er dort zum Chefarzt der Neurologischen Abteilung ernannt und später stellvertretender Direktor.
Mit Kriegsbeginn 1939 wurde die Anstalt evakuiert und geschlossen, die Anstaltsbewohner deportiert und in die Tötungsanstalt Hadamar gebracht.

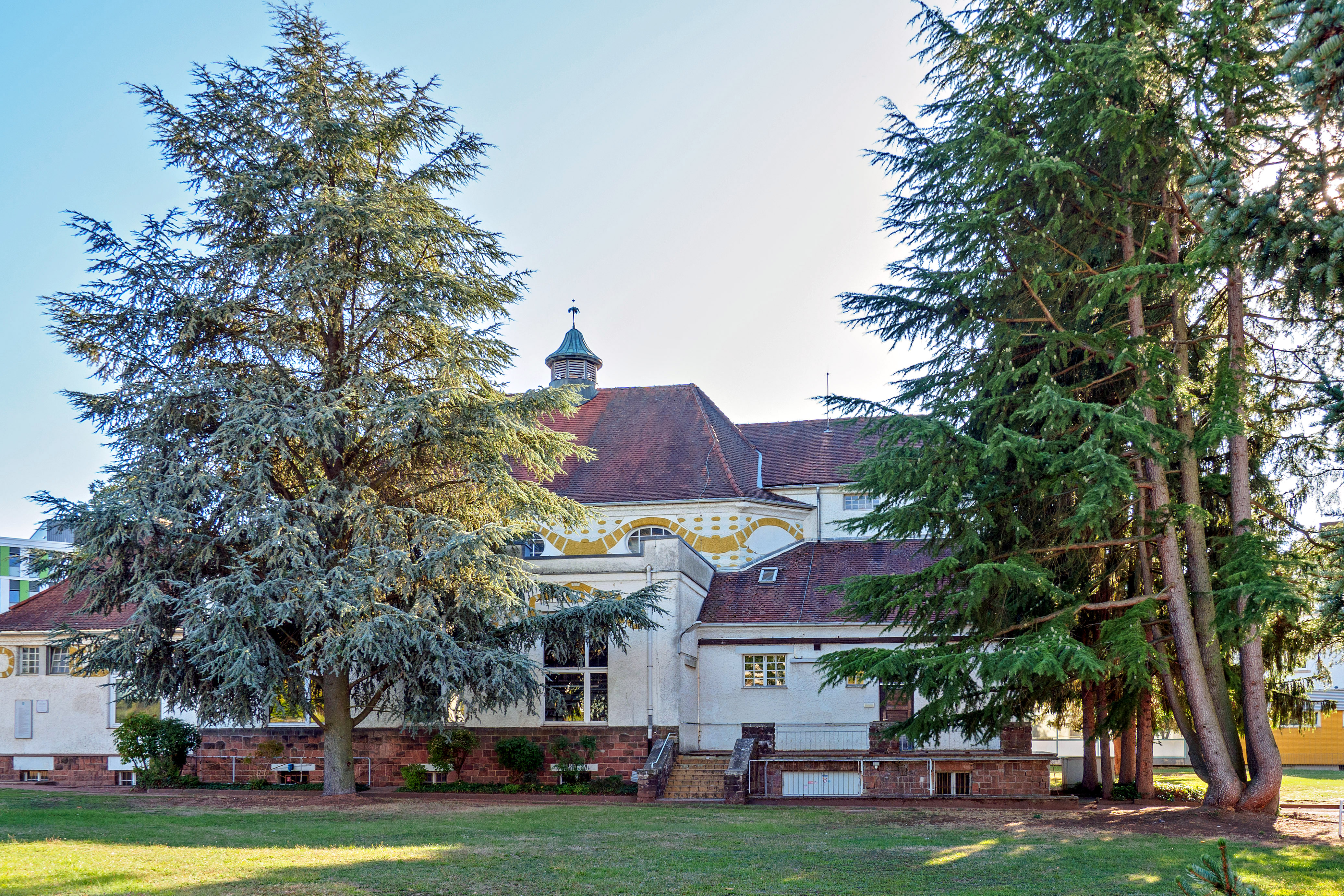
Landeskrankenhaus Homburg, Ort der Euthanasieverbrechen

Heene war Beisitzer des Erbgesundheitsobergerichtes in Köln und vom 6. September 1940 bis Dezember 1940 als Gutachter der Aktion T4 im Rahmen der Euthanasieprogramme tätig und hatte tausende Menschen zur Vergasung bestimmt.
Er war als Beauftragter der 
Deutschen Gesellschaft für Rassenhygiene für die Bildung von Ortsgruppen im Saarland verantwortlich.
Von Oktober 1940 an war er als Oberstabsarzt Leiter der Abteilung Gehirn- und Nervenschussverletzte sowie Leiter des Reservelazaretts am Landeskrankenhaus Homburg.
Heene war Mitglied der SA (Mai 1933) und der SS (1935) sowie des Nationalsozialistischen Deutschen Ärztebundes. Am 15. Mai 1933 beantragte er die Aufnahme in die NSDAP und wurde zum 1. Juni desselben Jahres aufgenommen (Mitgliedsnummer 2.689.777).
Mit Kriegsende wurde er verhaftet, kam vor Gericht und wurde zu einer Geldstrafe verurteilt.
Im September 1945 erhielt er eine Anstellung als Chefarzt der Neurologischen Abteilung des Landeskrankenhauses Homburg. Zugleich wurde er stellvertretender Direktor. 1946 wurde er Dozent der Hochschulkurse am Landeskrankenhaus Homburg.
Gisela Tascher hat sich 2016 mit der Verurteilung der NS-Ärzte in dem Beitrag „NS-Zwangssterilisationen. Handeln auf Befehl des Führers. Die illegale und streng geheime Zwangssterilisation der "Rheinlandbastarde" von 1937 und die Strafverfolgung der ärztlichen Täter nach 1945“  auseinandergesetzt.
Sie kommt zu dem Schluss „Wenn man alle Ärzte entnazifiziert hätte, wäre die medizinische Versorgung der Bevölkerung nicht möglich gewesen, deshalb hat man für Ärzte ein spezielles Entnazifizierungsverfahren mit Geldstrafen eingeführt.“
Das "Saarländische Ärzteblatt" veröffentlichte 1949 zum Tode von Hanns Heene folgenden Nachruf: "Eine wundervolle Arztpersönlichkeit. Von ihr als solcher schon ging Heilwirkung aus".